# Hanne Stensgaard
Hanne Stensgaard (* 7. August 1953 in Aarhus) ist eine dänische Schauspielerin.

## Leben
Hanne Stensgaard absolvierte von 1976 bis 1979 an der Staatlichen Theaterschule in Kopenhagen ihre Schauspielausbildung. Ihr Bühnendebüt hatte sie im Jahr 1979 am Aarhus Teater, wo sie bis 1986 als festes Ensemblemitglied engagiert war. Sie stand in der Folgezeit an zahlreichen Theatern in Dänemark auf der Bühne, unter anderem auch in Stockholm und in New York.
Ab 1986 wirkte sie in mehreren Film- und Fernsehproduktionen mit. Zudem verfasste Stensgaard auch mehrere Drehbücher und führte die Regie bei zwei Spielfilmen.

## Filmografie
- 1986: Kaj Munk
- 1986: Jul pa Slottet (Fernsehserie)
- 1987: Babettes Fest (Babettes gæstebud)
- 1988: Station 13 (Fernsehserie)
- 1989: Manden indeni
- 1991: Y som Yrsa
- 1992: Blaendet
- 1993: Alle os under himlen
- 2000: Lysthuset
- 2001: Unit One – Die Spezialisten (Fernsehserie)
- 2007: Naeste skridt
- 2017: Lille Danser